# グリコーゲンの分解

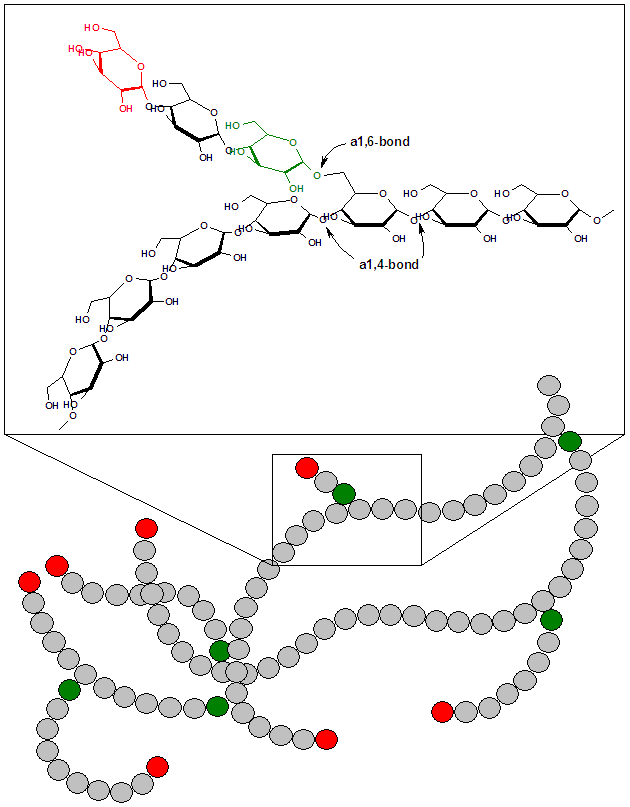
グリコーゲン

グルコース

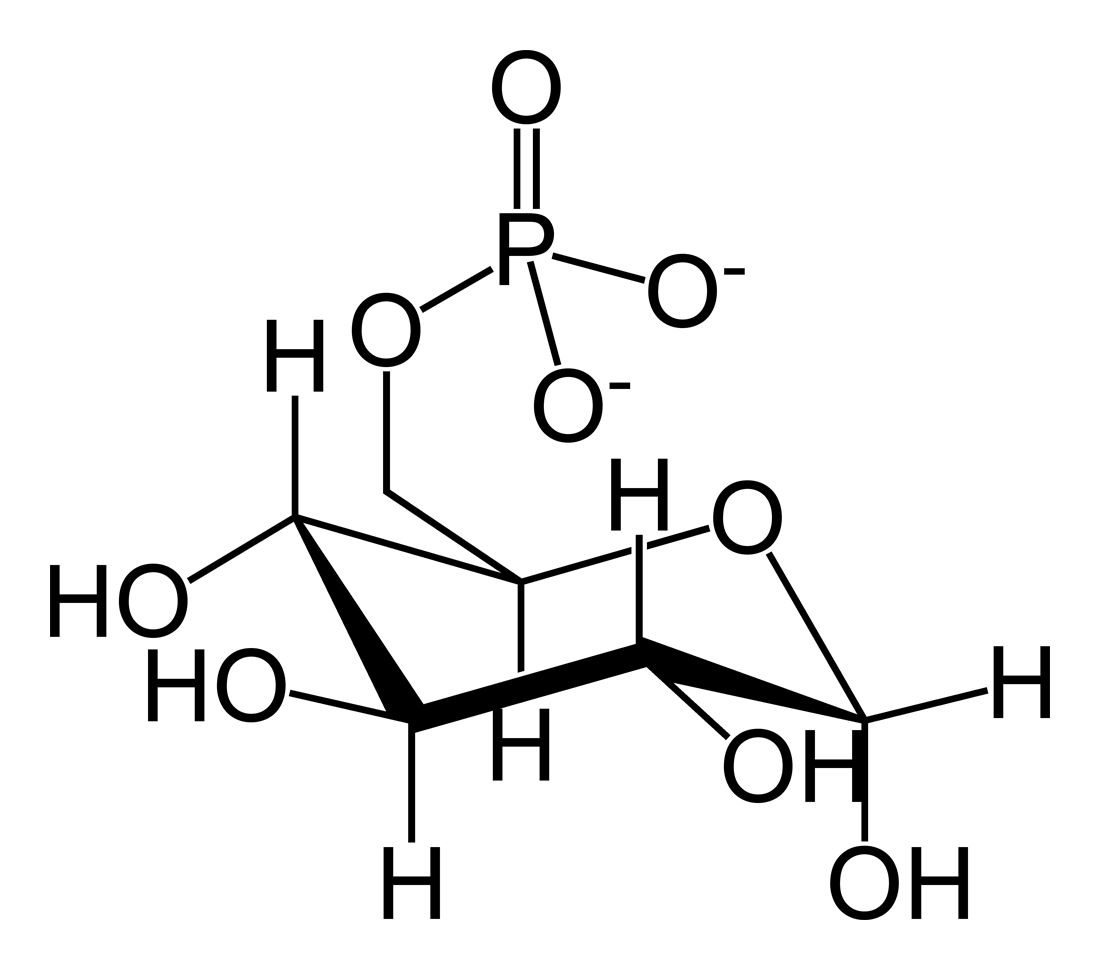
グルコース-6-リン酸

グリコーゲンの分解(英Glycogenolysis)は、グリコーゲンの異化作用のことで、グリコーゲンがグルコースモノマーに分解、リン酸化されグルコース-1-リン酸となる。このグルコース誘導体はグルコース-6-リン酸に転換され、解糖系の中間体となる。

## 機能
グリコーゲンの分解は、アドレナリンまたはグルカゴンに刺激されて、グリコーゲンが蓄えられている筋肉と肝細胞で起こる。肝細胞では、グルコース-6-リン酸を解糖系で消費することもできるし、グルコース-6-ホスファターゼでリン酸基を除去してグルコースにした上で血流に放出することもできる。筋肉細胞ではグルコースは放出しない。

## 反応
グリコーゲンの分解は、グリコーゲンホスホリラーゼ(EC 2.4.1.1) 、ホスホグルコムターゼ(EC 5.4.2.2)、グリコーゲン脱分枝酵素(EC 2.4.1.25)の3酵素によって行われる。

### グリコーゲンホスホリラーゼ（ホスホリラーゼ）
この酵素反応では、グリコーゲンの非還元末端のα(1→4)結合がリン酸を攻撃し、半いす型オキソニウム中間体を作ったのちリン酸とα結合してグルコース-1-リン酸を作る。
グリコーゲン（n-残基） + Pi → グリコーゲン（n-1残基） + グルコース-1-リン酸

### ホスホグルコムターゼ
ホスホグルコムターゼは、グルコース-1-リン酸とグルコース-6-リン酸とを相互変換する酵素である。例えば、酵素のリン酸基を1位の酸素が求核攻撃すると、グルコース-1,6-ビスリン酸を経てグルコース-1-リン酸が生成する。中間体であるグルコース-1,6-ビスリン酸は解離すると酵素は失活してしまう。そうならないためにホスホグルコキナーゼがグルコース-1-リン酸をリン酸化してグルコース-1,6-ビスリン酸を補給している。

### グリコーゲン脱分枝酵素
グリコーゲン脱分枝酵素は、4-α-グルカノトランスフェラーゼとアミロ-1,6-グルコシダーゼの2つの活性部位を持つ。4-α-グルカノトランスフェラーゼは限界分枝鎖からα(1→4)結合の3グルコースを別の非還元末端に転移させ、アミロ-1,6-グルコシダーゼはα(1→6)結合を加水分解する。グリコーゲン脱分枝酵素の活性はグリコーゲンホスホリラーゼよりずっと低い。